# Скоттсвілл (Нью-Йорк)
Скоттсвілл (англ. Scottsville) — селище (англ. village) в США, в окрузі Монро штату Нью-Йорк. Населення — 2009 осіб (2020).

## Географія
Скоттсвілл розташований за координатами 43°1′20″ пн. ш. 77°45′12″ зх. д. / 43.02222° пн. ш. 77.75333° зх. д. (43.022276, -77.753379).  За даними Бюро перепису населення США в 2010 році селище мало площу 2,82 км², з яких 2,80 км² — суходіл та 0,01 км² — водойми.

## Демографія
Згідно з переписом 2010 року, у селищі мешкала 2001 особа в 836 домогосподарствах у складі 559 родин. Густота населення становила 711 осіб/км².  Було 880 помешкань (312/км²).
Расовий склад населення:
| - 88,9 % — білих - 6,2 % — чорних або афроамериканців - 0,8 % — азіатів - 0,3 % — корінних американців - 0,1 % — вихідців з тихоокеанських островів - 1,5 % — осіб інших рас |

До двох чи більше рас належало 2,1 %. Частка іспаномовних становила 3,7 % від усіх жителів.
За віковим діапазоном населення розподілялося таким чином: 21,4 % — особи молодші 18 років, 64,3 % — особи у віці 18—64 років, 14,3 % — особи у віці 65 років та старші. Медіана віку мешканця становила 41,8 року. На 100 осіб жіночої статі у селищі припадало 97,9 чоловіків;  на 100 жінок у віці від 18 років та старших — 92,9 чоловіків також старших 18 років.
Середній дохід на одне домашнє господарство  становив 69 615 доларів США (медіана — 52 917), а середній дохід на одну сім'ю — 77 354 долари (медіана — 66 679). Медіана доходів становила 47 000 доларів для чоловіків та 39 181 долар для жінок. За межею бідності перебувало 12,7 % осіб, у тому числі 23,2 % дітей у віці до 18 років та 6,2 % осіб у віці 65 років та старших.
Цивільне працевлаштоване населення становило 1256 осіб. Основні галузі зайнятості: освіта, охорона здоров'я та соціальна допомога — 31,0 %, виробництво — 12,2 %, науковці, спеціалісти, менеджери — 10,9 %.